# Vulcana-Băi
Vulcana-Băi est une commune du județ de Dâmbovița en Roumanie.